# Bernardo Añor
Bernardo Añor est un footballeur vénézuélien né le 24 mai 1988 à Caracas. Il évolue au poste de milieu gauche avec le Caracas Futbol Club. Il est le grand frère de Juanpi Añor.

## Biographie
Bernardo Anor joue avec l'équipe des moins de 17 ans du Caracas FC quand il décide de quitter le Venezuela pour rejoindre les États-Unis et l'université du Sud de la Floride. Il rejoint les Bulls et dispute le championnat universitaire de NCAA.
Après quatre saisons à ce niveau, il est repêché, lors du MLS SuperDraft 2011, en 48e position par le Crew de Columbus.
Le 22 mars 2014, il inscrit son premier doublé en MLS à l'occasion d'une victoire 2-1 contre l'Union de Philadelphie. Il est dans la foulée nommé dans l'équipe-type de la semaine.
Le 8 décembre 2014, Anor est transféré au Sporting Kansas City en retour d'une allocation monétaire

## Palmarès
- Sporting Kansas City :
  - Vainqueur de la US Open Cup en 2015